# Julien Clémence
Julien Clémence (ur. 11 listopada 2001) – szwajcarski wspinacz sportowy specjalizujący się w prowadzeniu i boulderingu, brązowy medalista igrzysk europejskich. Pochodzi z Gisikonu.

## Wyniki
| Impreza                     | Rok  | Gospodarz     | bouldering | prowadzenie | na szybkość | łączna |
| --------------------------- | ---- | ------------- | ---------- | ----------- | ----------- | ------ |
| Mistrzostwa świata          | 2021 | Moskwa        | 55         | 50          | —           | —      |
| Igrzyska europejskie        | 2023 | Tarnów        | 03 !       | —           | —           | —      |
| Mistrzostwa Europy          | 2022 | Monachium     | 19         | —           | —           | —      |
| Mistrzostwa świata juniorów | 2017 | Innsbruck     | 85         | 18          | 63          | 41     |
| Mistrzostwa świata juniorów | 2018 | Moskwa        | 21         | 24          | 46          | —      |
| Mistrzostwa świata juniorów | 2019 | Arco          | 14         | 6           | 40          | 4      |
| Mistrzostwa Europy juniorów | 2016 | Längenfeld    | 22         | —           | —           | —      |
| Mistrzostwa Europy juniorów | 2017 | Perm          | —          | 20          | —           | —      |
| Mistrzostwa Europy juniorów | 2018 | Bruksela Imst | 12         | 6           | 29          | —      |
| Mistrzostwa Europy juniorów | 2019 | Bressanone    | 27         | —           | —           | —      |